# Jiangxi Women’s Tennis Open
Jiangxi Women’s Tennis Open – żeński turniej tenisowy kategorii WTA International Series zaliczany do cyklu WTA Tour, rozgrywany na twardych kortach w chińskim Nanchangu w sezonach 2016–2019 i ponownie od [[[WTA Tour 2023|2023]] jako turniej kategorii WTA 250. W latach 2014–2015 rozgrywany był turniej rangi WTA 125K series.

## Mecze finałowe

### Gra pojedyncza kobiet
| Rok                          | Zwyciężczyni       | Finalistka       | Wynik               |
| 2025                         |                    |                  |                     |
| 2024                         | Viktorija Golubic  | Rebecca Šramková | 6:3, 7:5            |
| 2023                         | Kateřina Siniaková | Marie Bouzková   | 1:6, 7:6(5), 7:6(4) |
| ↑ WTA 250 ↑                  |                    |                  |                     |
| 2019                         | Rebecca Peterson   | Jelena Rybakina  | 6:2, 6:0            |
| 2018                         | Wang Qiang         | Zheng Saisai     | 7:5, 4:0 krecz      |
| 2017                         | Peng Shuai         | Nao Hibino       | 6:3, 6:2            |
| 2016                         | Duan Yingying      | Vania King       | 1:6, 6:4, 6:2       |
| ↑ WTA International Series ↑ |                    |                  |                     |
| 2015                         | Jelena Janković    | Chang Kai-chen   | 6:3, 7:6(6)         |
| 2014                         | Peng Shuai         | Liu Fangzhou     | 6:2, 3:6, 6:3       |
| ↑ WTA 125K series ↑          |                    |                  |                     |

### Gra podwójna kobiet
| Rok                          | Zwyciężczynie                    | Finalistki                       | Wynik              |
| 2025                         |                                  |                                  |                    |
| 2024                         | Guo Hanyu Moyuka Uchijima        | Katarzyna Piter Fanny Stollár    | 7:5, 7:6(5)        |
| 2023                         | Laura Siegemund Wiera Zwonariowa | Eri Hozumi Makoto Ninomiya       | 6:4, 6:2           |
| ↑ WTA 250 ↑                  |                                  |                                  |                    |
| 2019                         | Wang Xinyu Zhu Lin               | Peng Shuai Zhang Shuai           | 6:2, 7:6(5)        |
| 2018                         | Jiang Xinyu Tang Qianhui         | Lu Jingjing You Xiaodi           | 6:4, 6:4           |
| 2017                         | Jiang Xinyu Tang Qianhui         | Ałła Kudriawcewa Arina Rodionowa | 6:3, 6:2           |
| 2016                         | Liang Chen Lu Jingjing           | Shūko Aoyama Makoto Ninomiya     | 3:6, 7:6(2), 13–11 |
| ↑ WTA International Series ↑ |                                  |                                  |                    |
| 2015                         | Chang Kai-chen Zheng Saisai      | Chan Chin-wei Wang Yafan         | 6:3, 4:6, 10–3     |
| 2014                         | Chuang Chia-jung Junri Namigata  | Chan Chin-wei Xu Yifan           | 7:6(4), 6:3        |
| ↑ WTA 125K series ↑          |                                  |                                  |                    |